# Patrick Van Gheluwe
Patrick Rudy Van Gheluwe (Roeselare, 5 januari 1949) was een Belgisch volksvertegenwoordiger en burgemeester.

## Levensloop
Van Gheluwe volgde middelbaar onderwijs aan het Koninklijk Atheneum van Menen en behaalde nadien een aggregaat lager secundair onderwijs wiskunde-fysica-economie. Beroepshalve werd hij leraar.
Hij werd politiek actief voor de socialistische BSP en werd in oktober 1970 op 21-jarige leeftijd verkozen tot gemeenteraadslid van Ledegem. Van januari 1977 tot december 1982 was hij er schepen van Jeugd, Sport en Financiën. Na zes jaar als gemeenteraadslid op de oppositiebanken te hebben gezeteld, werd Van Gheluwe begin 1989 burgemeester van de gemeente, een functie die hij bekleedde tot eind 2000. Vervolgens verliet hij de gemeentepolitiek van Ledegem. Bij de gemeenteraadsverkiezingen van oktober 2012 trok hij nog de sp.a-Groen-lijst in Ledegem. Omdat het kartel twee zetels verloor ten opzichte van de vorige verkiezingen, besloot Van Gheluwe niet te zetelen en zich te laten vervangen als gemeenteraadslid. Hiermee beëindigde hij zijn politieke loopbaan.
Van oktober 1985 tot november 1991 en van oktober 1994 tot juni 1995 zetelde Van Gheluwe in de provincieraad van West-Vlaanderen. Vervolgens had hij van juni 1995 tot juni 1999 voor het kiesarrondissement Kortrijk-Roeselare-Tielt zitting in de Kamer van volksvertegenwoordigers, ter vervanging van federaal minister van Buitenlandse Zaken Erik Derycke. In oktober 2000 werd Van Gheluwe opnieuw verkozen in de provincieraad en van december 2000 tot december 2012 was hij gedeputeerde van de provincie West-Vlaanderen. Als gedeputeerde was hij bevoegd voor ruimtelijke ordening, mobiliteit, toerisme en recreatie.
Sinds 2004 is Van Gheluwe tevens voorzitter van de West-Vlaamse afdeling van de socialistische ziekenfonds Solidaris, die tot 2022 Bond Moyson heette.